# West Sweden (Wisconsin)
West Sweden es un pueblo ubicado en el condado de Polk en el estado estadounidense de Wisconsin. En el Censo de 2010 tenía una población de 699 habitantes y una densidad poblacional de 8,05 personas por km².

## Geografía
West Sweden se encuentra ubicado en las coordenadas 45°41′42″N 92°27′33″O / 45.69500, -92.45917. Según la Oficina del Censo de los Estados Unidos, West Sweden tiene una superficie total de 86.83 km², de la cual 83.88 km² corresponden a tierra firme y (3.4%) 2.96 km² es agua.

## Demografía
Según el censo de 2010, había 699 personas residiendo en West Sweden. La densidad de población era de 8,05 hab./km². De los 699 habitantes, West Sweden estaba compuesto por el 97.28% blancos, el 0% eran afroamericanos, el 0.43% eran amerindios, el 0.29% eran asiáticos, el 0% eran isleños del Pacífico, el 1.29% eran de otras razas y el 0.72% pertenecían a dos o más razas. Del total de la población el 1.43% eran hispanos o latinos de cualquier raza.